# 狄奥克勒斯
狄奥克勒斯（英語：Diocles of Syracuse），（？—前408年），叙拉古民主派领袖，他按照雅典民主政治的组织原则修改了叙拉古政体。公元前409年前后，他率军攻打围困希墨拉的汉尼拔。他被其政敌赫尔莫克拉泰斯的支持者放逐。他死后成为英雄崇拜的对象。